# Ojos de Chávez

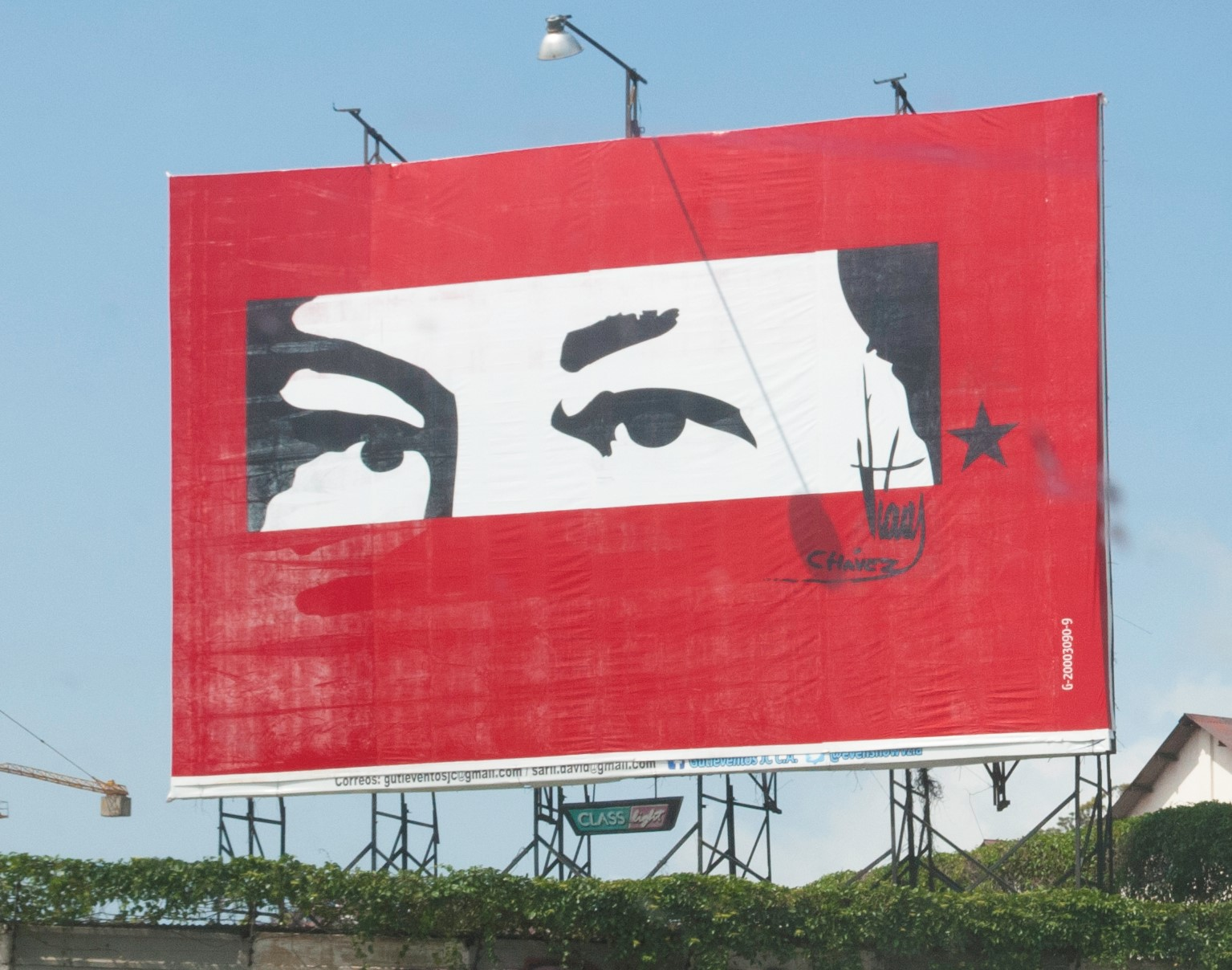
Un cartel con los ojos y la firma de Hugo Chávez en Guarenas, Venezuela.

Los Ojos de Chávez u Ojitos de Chávez son una silueta de los ojos del entonces presidente de Venezuela, Hugo Chávez, que caracteriza al movimiento chavista y la propaganda bolivariana en Venezuela.

## Origen
La silueta se comenzó a ver en la campaña presidencial de Chávez de 2012, y después de su muerte, ha representado mayoritariamente al Chavismo, ya sea en partidarios, sectores, etc.

## Fondo

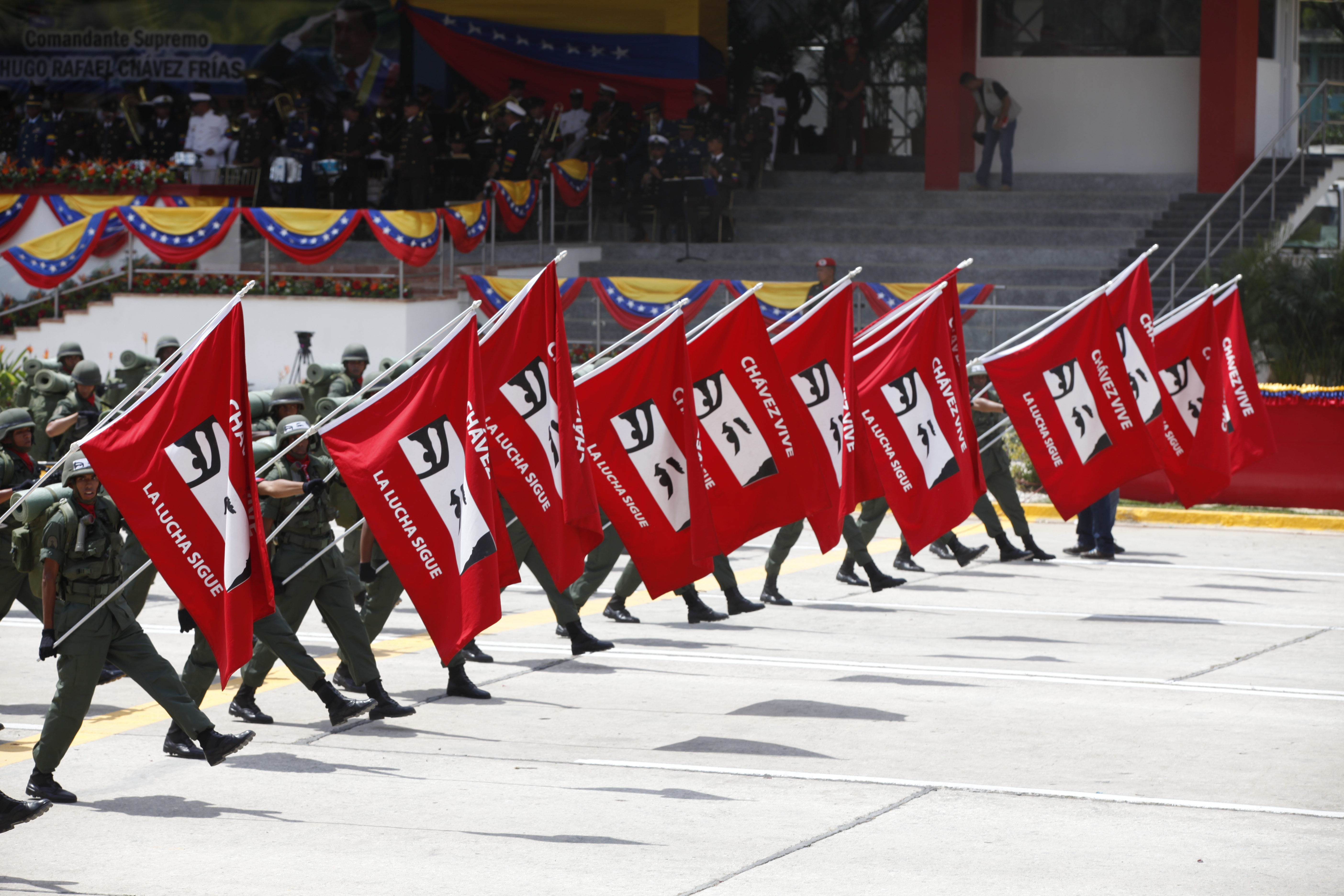
Militares venezolanos con pendones con los Ojitos de Chávez con el escrito: Chávez Vive, la Lucha Sigue.

Los Ojos de Chávez se originaron por primera vez en la campaña presidencial final de Hugo Chávez en 2012, con la idea de José Miguel España, un miembro de la campaña de Chávez. Durante una reunión electoral, miles de partidarios de Chávez vestían camisas rojas impresas con sus ojos en negro.
El diseño fue ampliamente difundido por los partidarios de Chávez. Tras la muerte de Chávez, el presidente venezolano Nicolás Maduro adoptó el emblema después de llegar al poder, poniendo los ojos en vallas publicitarias, paredes, edificios públicos, entre otros lugares.

## Elecciones
Durante las elecciones presidenciales venezolanas de 2013, Maduro utilizó el diseño de los ojos de Chávez para su campaña. La imagen de Chávez se utilizó más que la propia imagen de Maduro, con los Ojos de Chávez vistos en edificios, camisetas y carteles.
Las elecciones municipales de Venezuela de 2013 fueron las primeras elecciones en Venezuela donde el Partido Socialista Unido de Venezuela (PSUV) comenzó a utilizar en su tarjeta electoral a los Ojos de Chávez, junto con el logo del partido.[cita requerida]

## Usos

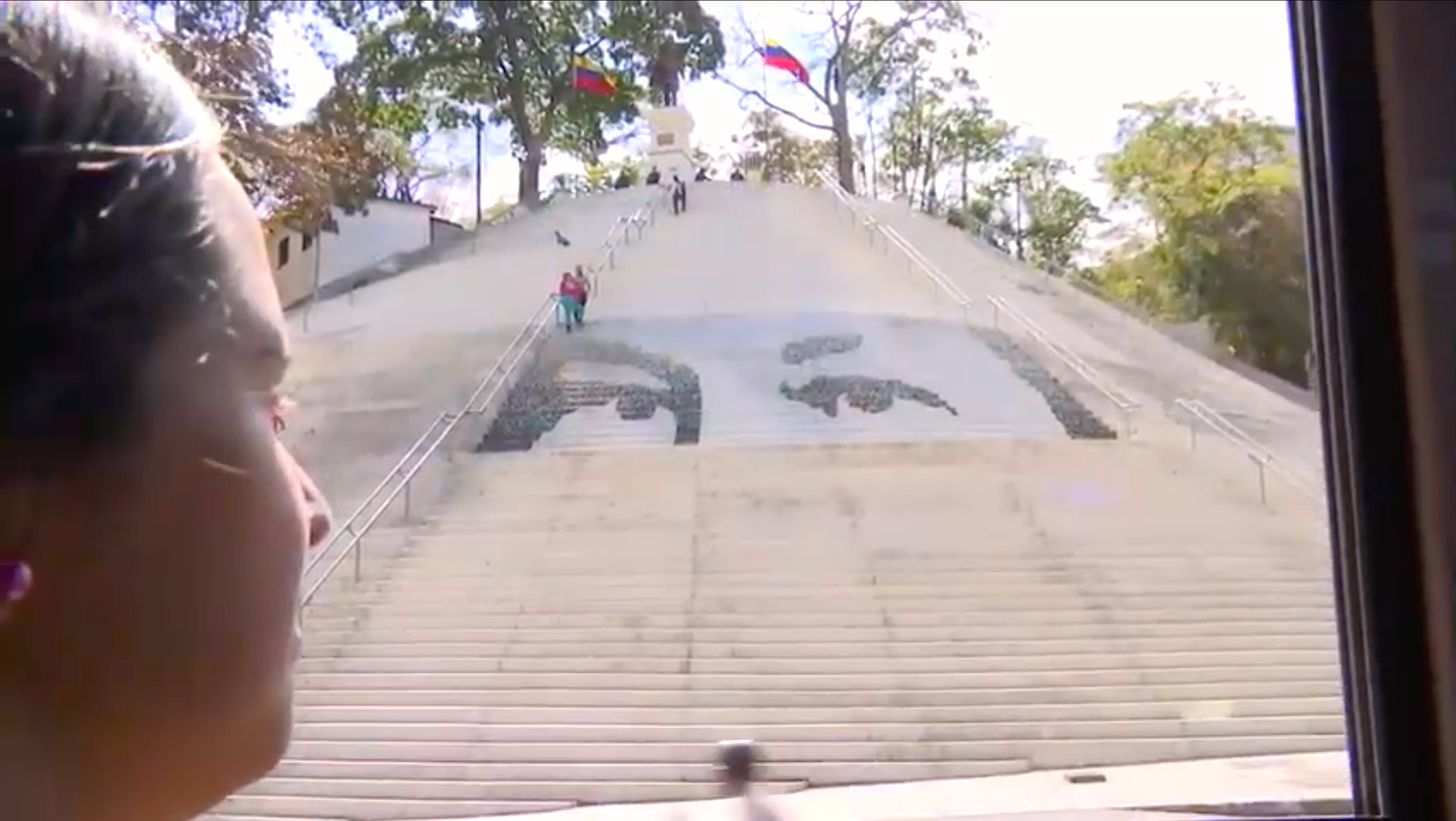
Ojos de Chávez en la escalinata de El Calvario en Caracas.

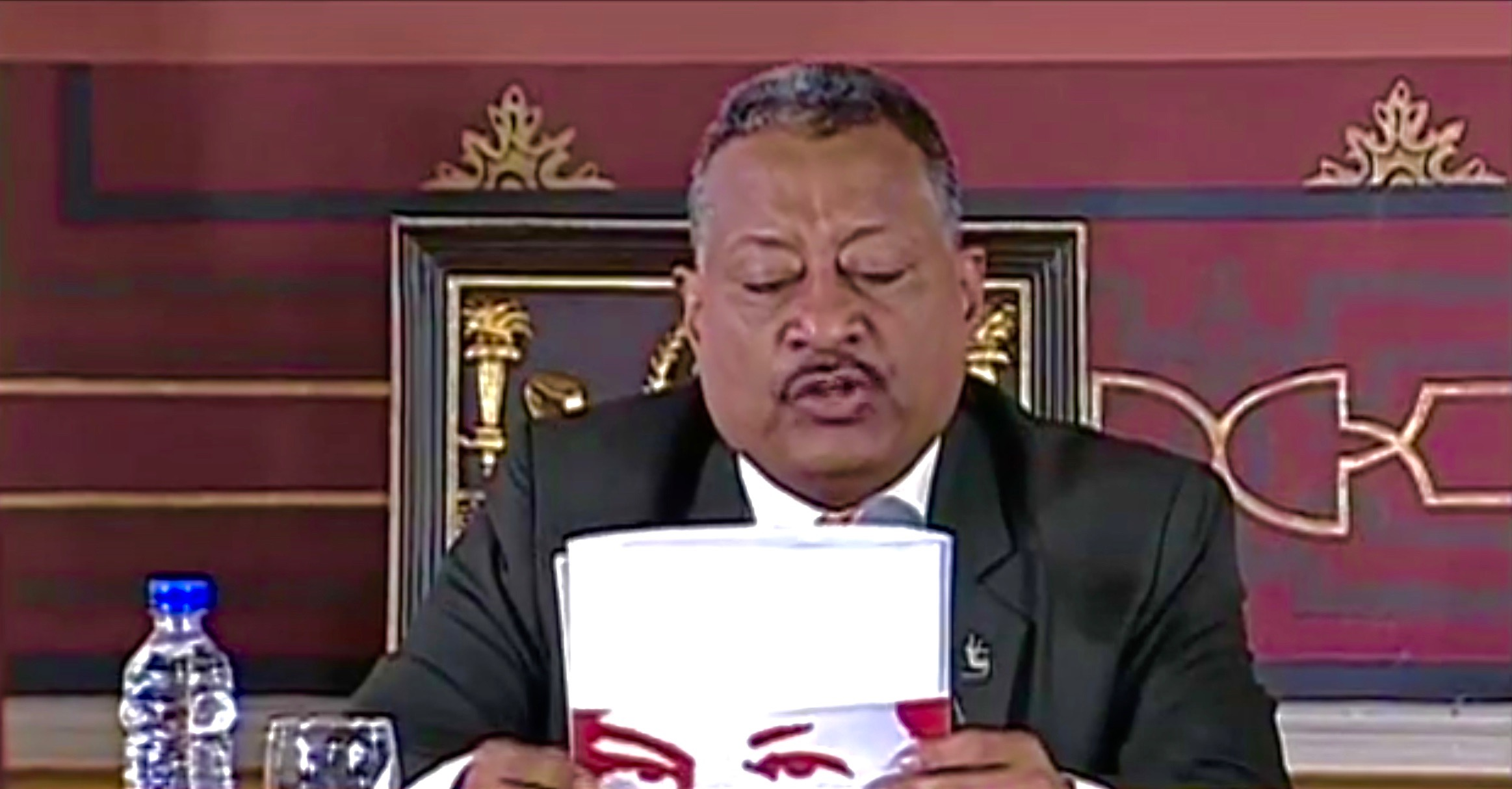
Constituyente Fidel Vásquez leyendo una carta que lleva en su parte trasera los Ojos de Chávez.

Esta silueta es utilizada mayormente para hacer campaña chavista, y está presente en diversos sitios públicos del país como en vallas publicitarias, carteles gigantes, postes, paredes, camisetas, gorras, banderas, instituciones públicas, edificios tanto comunes como departamentales (como los creados por la Gran Misión Vivienda Venezuela), estadios, y hasta en accesorios de personalidades públicas.
En noviembre de 2014, en un homenaje a Chávez, el líder del partido político español Podemos, Pablo Iglesias, apareció vistiendo una camisa roja con los Ojos de Chávez impresos. En una fotografía esta Iglesias abrazado con George Cueva en dicho acto, en donde se le ve con la dicha camiseta roja.
Igualmente, el mismo George Cueva en un encuentro que tuvo con el fundador del partido PODEMOS Juan Carlos Monedero, quien en una fotografía le pasa la mano sobre el hombro de Cueva, el cual aparece con una camiseta de con unos ojos de Chávez personalizados y abajo con la leyenda: «Asamblea Bolivariana de Cataluña».

## Análisis
Según un informe de 2014, titulado Rostros y huellas de un líder, Hugo Chávez: Memoria de un pueblo, por el Centro Nacional de Historia del gobierno venezolano; se supone que los ojos de Chávez representan una mirada «vigilante y protectora» y presentan un sentimiento de transparencia o confianza relacionado con la frase: «Mírame a los ojos cuando yo estoy hablando».
Así mismo, se observó que, dado que Chávez ya no estaba físicamente presente en el Universo, los Ojos de Chávez a los partidarios del gobierno bolivariano representaban a un «omnipresente» Chávez, recordando a los votantes su compromiso ideológico y cosmológico.

## Censura
Luego del triunfo de la oposición venezolana en las elecciones parlamentarias de 2015, en 2016, cuando ya se había instalado la nueva Asamblea Nacional opositora; en el Edificio José María Vargas (edificio administrativo de dicho parlamento), se encontraban pintados los Ojos de Chávez, siendo estos borrados y reemplazados por el nuevo icono de la asamblea nacional.